# ナミキソウ
ナミキソウ（浪来草、学名：Scutellaria strigillosa）は、シソ科タツナミソウ属の多年草。海浜植物。

## 特徴
砂浜で細長い地下茎を伸ばしてふえる。高さは10-40cmになり、茎には毛があり4角になる。葉は質が厚く、長楕円形で先は円く、長さ1.5-3.5cm、幅1-1.5cmになる。縁には低い鈍鋸歯があり、両面に少し毛があり、短い葉柄をもって対生する。
花期は6-9月。花は上部の葉腋に1個ずつつき、一方向に2個が向かって咲く。花冠は長さ2-2.2cmになる青紫色の唇形で、筒部は長く、基部で急に折れ曲がって直立する。萼は花時には長さ3mm、果時には5mmになる。

## 分布と生育環境
日本では、北海道、本州、四国、九州に分布し、海岸の砂地に生育する。世界では、朝鮮、中国（東北部）、千島、樺太に分布する。
海岸の波打ちぎわに近い砂浜に生育することから、ナミキソウ（浪来草）という。

## ギャラリー
- 花冠
- 一方向に2個が向かって咲く

## シノニム
- Scutellaria scordiifolia Fisch. ex Schrank subsp. strigillosa (Hemsl.) H.Hara
- Scutellaria scordiifolia Fisch. ex Schrank var. pubescens Miq.

## 下位分類
- エゾナミキ –（シノニム） Scutellaria strigillosa Hemsl. var. yezoensis (Kudô) Kitam.

-（標準名） Scutellaria yezoensis Kudô
- シロバナナミキソウ Scutellaria strigillosa Hemsl. f. albiflora Kawano
- ケナミキソウ Scutellaria strigillosa Hemsl. f. hirta (F.Schmidt) H.Hara